# Burg Machland
Die Burg Machland, auch Burg Machlant oder Burg Pongarten genannt, war das östliche Verwaltungszentrum der Herren von Perg und Machland. Sie befand sich im heutigen Baumgartenberg in Oberösterreich. Das entsprechende westliche Verwaltungszentrum war die Burg Perg.

## Lage
Die Burg Machland befand sich auf einem nach Westen vorspringenden Felssporn, früher als Ulrichsberg, neuerdings als Schöllerberg bezeichnet, im Gebiet der heutigen Marktgemeinde Baumgartenberg.
Südlich des Felssporns dehnt sich eine von Wasserläufen durchzogene und weitläufige Ebene bis zur Donau hin aus. Sie wird auch jetzt noch als Machland bezeichnet.
Die ältere Vermutung, dass die Burg sich ehemals in der Ebene auf der Stätte des Klosters Baumgartenberg befunden hätte, ist nicht mehr haltbar.

## Geschichte
Die Burg Machland war Sitz der adeligen Herren von Perg und Machland. Einer der bedeutendsten war Otto von Machland († 1149). Er stiftete 1142 das Zisterzienserkloster Baumgartenberg. Die Zisterziensermönche übernahmen Burg und zugehörige Kirche, errichteten anschließend das Kloster in der Ebene – etwa 350 Meter südlich der Burg – und verwendeten dazu auch Steine von abgebrochenen Mauern der Burg Machland.

## Beschreibung
Von der Burg sind nur mehr schwache Geländemerkmale erkennbar. Am plateauartigen Gelände der Burg steht nun das neuere, von einer Gartenanlage umgebene Privathaus Baumgartenberg Nr. 10, früher genannt Gartenhäusl. Nach Westen zu grenzt das Plateau an den felsigen Steilabfall. Daneben können in Gräben und Wällen Burggräben und Mauerverläufe vermutet werden.
Ein östlicher Burggraben war noch vor Jahren erkennbar. Er ist nun eingeebnet für einen lokalen Zufahrtsweg. Noch etwas östlicher stand die zur Burg gehörige Filialkirche Hl. Jakob und Ulrich. An ihrem Platz steht nun umgeben von Wiesen und Äckern das Privathaus Baumgartenberg Nr. 11, genannt Ulrichsberghäusl. Reste der Filialkirche sind in das Haus einbezogen und an der Nordseite des Hauses erkennbar. Es besteht kein Denkmalschutz.

## Vogelfangplatz Mitterholz
Im Mitterholz, etwa 400 Meter östlich vom Ulrichsberg, finden sich im Wald verborgen auffällige geradlinige Gräben, Gruben und Hügel. Es könnte sich um Reste einer mittelalterlichen Vogeltenne handeln. Lage

## Bildergalerie

Machlandwappen ganz rechts. Wurde zum Landeswappen Oberösterreich
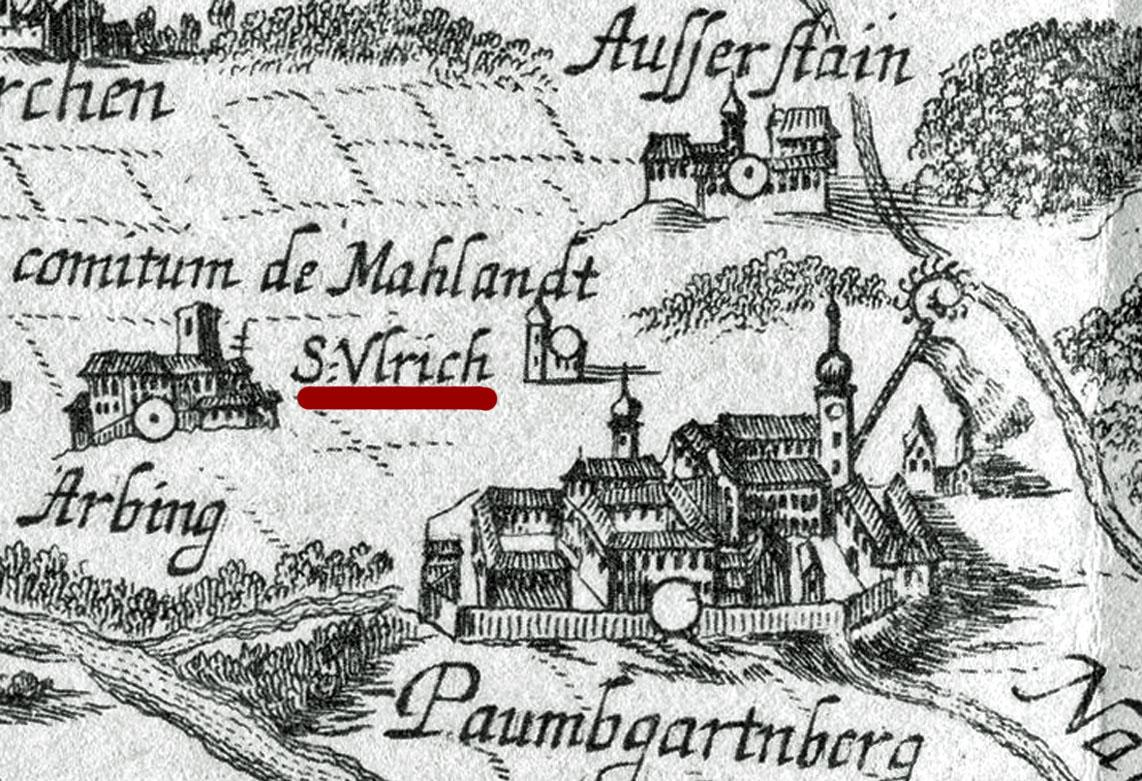
Austriae Superioris Anno 1667 (Detail)
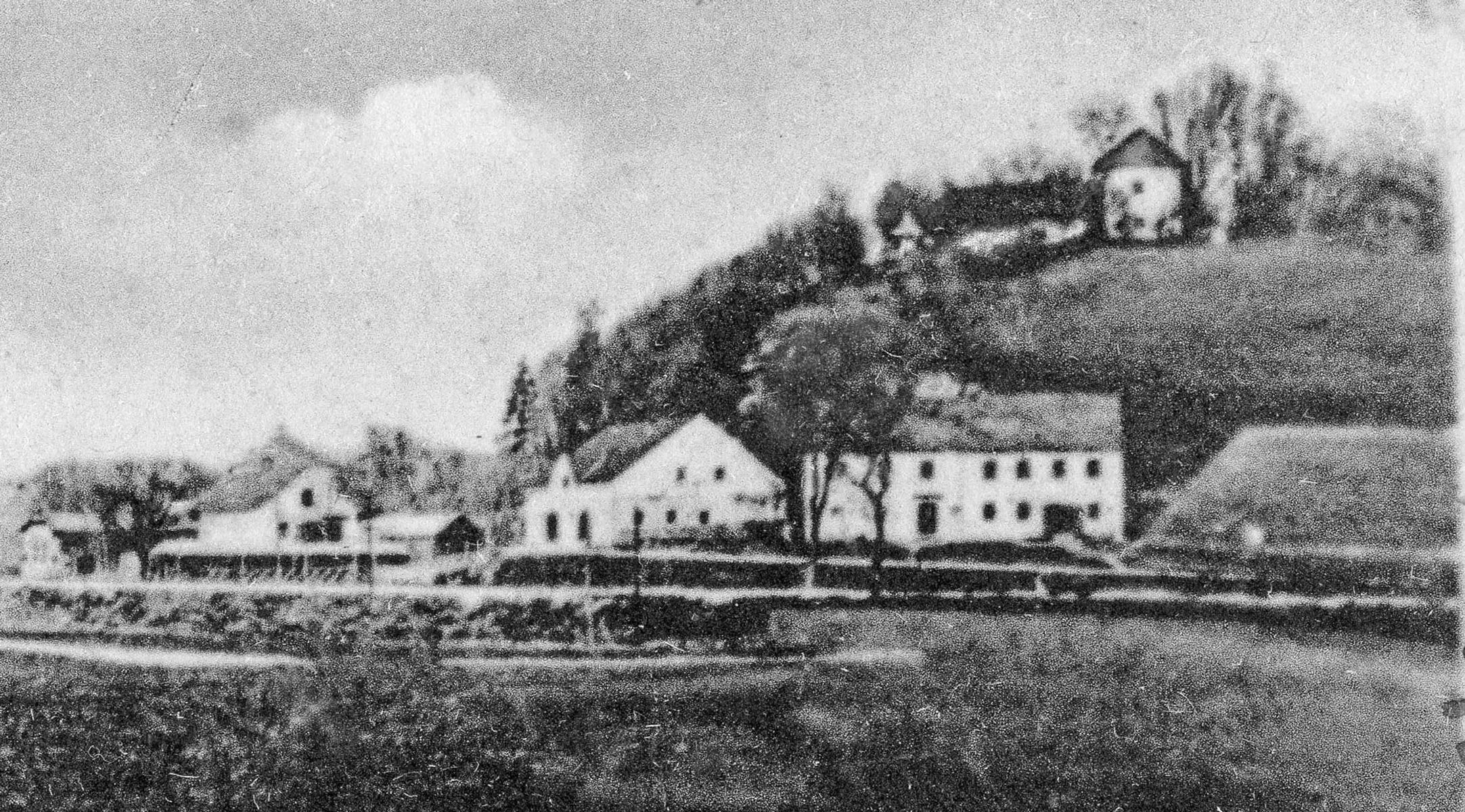
Ulrichsberg. Correspondenzkarte (Detail). Gelaufen 1902
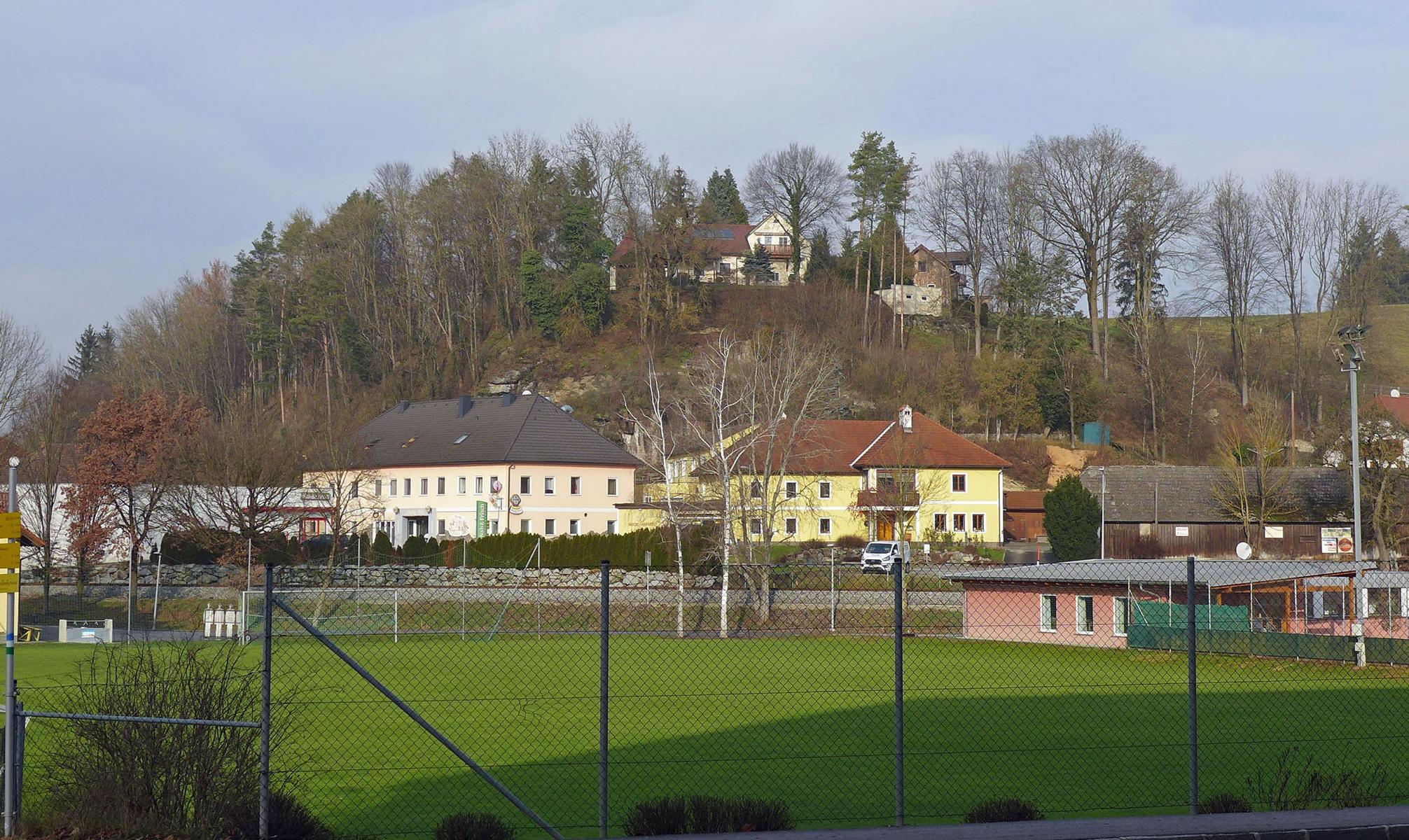
Ulrichsberg (Schöllerberg). Foto 2018
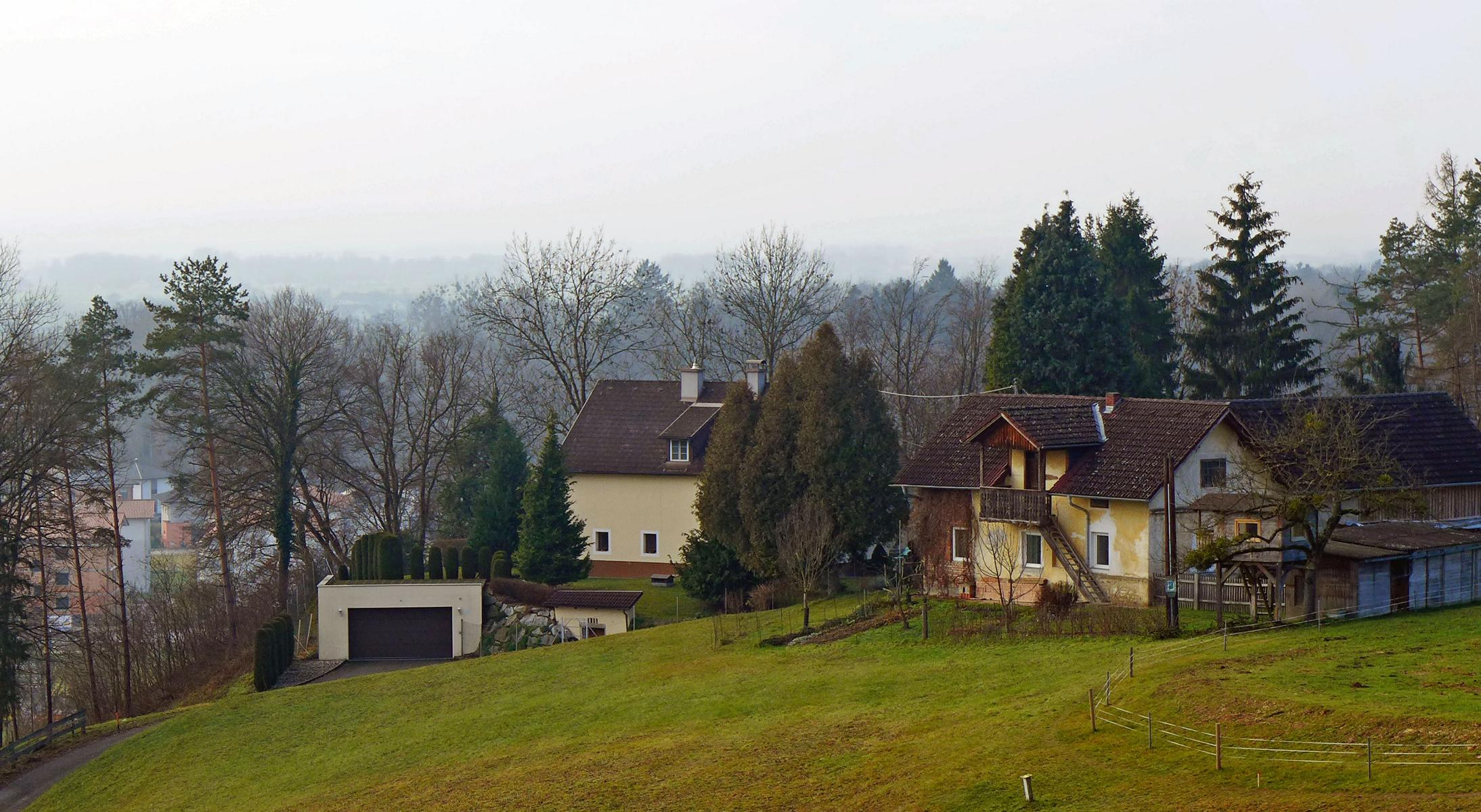
Ulrichsberg (Schöllerberg). Foto 2018 von Osten
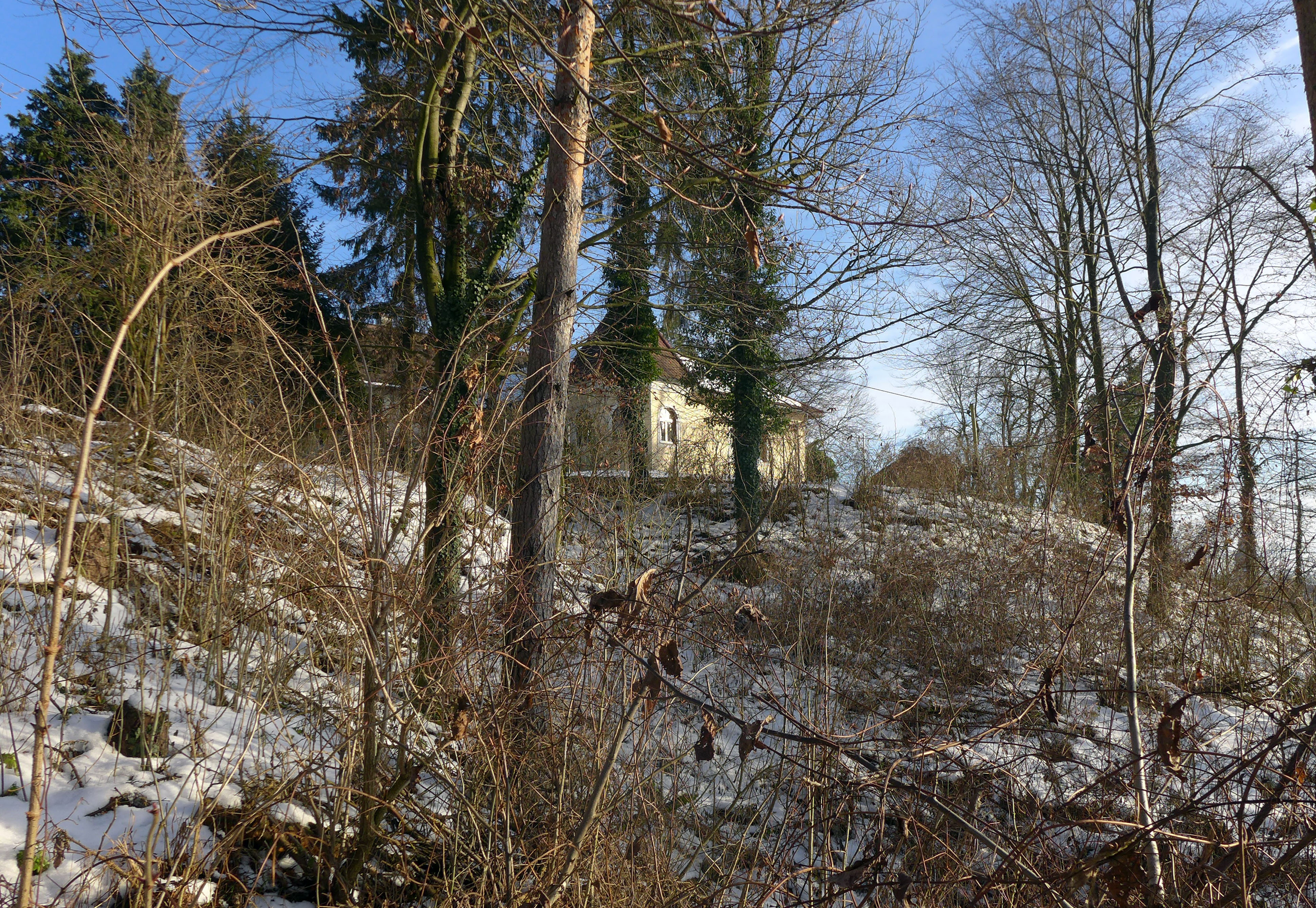
Burgstall im Westen. Jänner 2021